# Дружино (Омская область)
Дружино — село в Омском районе Омской области. Административный центр Дружинского сельского поселения.

## История
В 1928 г. хутор Дружинин состоял из 11 хозяйств, основное население — русские. В составе Мельничного сельсовета Любинского района Омского округа Сибирского края.

## Население
| 2006 | 2010  | 2021  |
| ---- | ----- | ----- |
| 2452 | ↗2838 | ↗4746 |